# Goodland, Kansas
Goodland là một thành phố thuộc quận Sherman, tiểu bang Kansas, Hoa Kỳ. Năm 2010, dân số của xã này là 4489 người.

## Dân số
Dân số các năm:
- Năm 2000: 4948 người
- Năm 2010: 4489 người